# J. Georg Bednorz
Johannes Georg Bednorz (født 16. maj 1950) er en tysk fysiker, der modtog nobelprisen i fysik i 1987 sammen med K. Alex Müller for at opdage højtemperatur-superleder i keramik.